# آبشار برلین
آبشار برلین (به آفریکانس: Berlinwaterval) آبشاری است که در کشور آفریقای جنوبی واقع شده‌است و بلندترین ریزشگاه آن ۸۰ متر ارتفاع دارد. حوضهٔ آبریز این آبشار، رود سابین است.